# دلتا ماکیان
دلتا ماکیان یک ستاره است که در صورت فلکی ماکیان قرار دارد.